# Herstedlund Skole
Herstedlund Skole er en folkeskole i Albertslund. Den opstod ved at Vridsløselille Skole og Hyldagerskolen blev lagt sammen i 2011. 
Der går ca. 750 elever på skolen.